# Олбери (избирательный округ)
Олбери (англ. Electoral district of Albury) — избирательный округ законодательной ассамблеи в австралийском штате Новый Южный Уэльс. Член парламента от округа — Джастин Клэнси (Либеральная партия).
Олбери — региональный избирательный округ на юге штата. Он включает в себя районы местного самоуправления: город Олбери, Большой Хьюм, Совет Федерации, часть Совета Муррумбиджи, часть Совета Снежных долин, в который входит город Кабрамурра. К значительным населённым пунктам относятся Олбери, Кулкерн, Джиндера, Корова, Хаулонг, Холбрук, Джерилдери и Тамберамбе.

## История
Избирательный округ Олбери был впервые создан в 1880 году из части округа Хьюм и назван в честь города Олбери. В 1920 году Олбери, Уогга-Уогга и Корова были поглощены округом Мюррей, и четыре члена законодательного собрания избирались на основе пропорционального представительства. По окончании пропорционального представительства, в 1927 году, избирательный округ Олбери был создан заново.
Олбери, как правило, считался основным округом Либеральной партии и её предшественников. Хотя лейбористам время от времени удавалось сломить власть либералов, это происходило, как правило, только на пике популярного правительства. Например, бывший мэр Олбери, Гарольд Мейр, выиграл это место для лейбористов в 1978 году и удерживал его в течение десяти лет — это был всего лишь второй член лейбористской партии, когда-либо выигрывавший это место, и единственный, кто удерживал его более одного срока. Однако узнаваемости имени Мейра в этом районе оказалось недостаточно; в результате крупного поражения лейбористов в 1988 году он был сметён. Либерал Ян Глачан, который был оппонентом Мэйра в 1984 году, фактически одним махом превратил Олбери в округ либералов.
С тех пор лейбористы никогда не были близки к тому, чтобы вновь победить в этом округе. Кандидатам от лейбористов везёт, если они получают больше 30 процентов голосов на первичных выборах. С тех пор либералам серьёзно угрожала опасность только один раз, когда Глэкен набрал 16 пунктов и обошёл независимую Клэр Дуглас всего на 687 голосов. На тех выборах лейбористы были оттеснены на третье место. Место в законодательном собрании от Олбери вернулось в прежнюю форму в 2003 году, после ухода Глэчана в отставку. Его преемник, Грег Аплин, получил 61,5 процента голосов от двух партий, а лейбористы были оттеснены на четвертое место по итогам первичного голосования после Аплина и двух независимых кандидатов. Аплин удерживал место без серьёзных трудностей до 2019 года, когда он передал его коллеге-либералу, Джастину Клэнси.

## Члены законодательного собрания
| Первое воплощение (1880—1920) | Первое воплощение (1880—1920) | Первое воплощение (1880—1920) | Первое воплощение (1880—1920) |
| Депутат                       | Депутат                       | Партия                        | Срок                          |
| ----------------------------- | ----------------------------- | ----------------------------- | ----------------------------- |
|                               | Джордж Дэй                    | Беспартийный                  | 1880–1887                     |
|                               | Джордж Дэй                    | Протекционистская             | 1887—1889                     |
|                               | Джон Уилкинсон                | Протекционистская             | 1889–1895                     |
|                               | Ричард Болл                   | Партия свободной торговли     | 1895–1898                     |
|                               | Томас Гриффит                 | Протекционистская             | 1898–1901                     |
|                               | Томас Гриффит                 | Независимый                   | 1901–1904                     |
|                               | Гордон Маклорин               | Прогрессивная                 | 1904–1907                     |
|                               | Гордон Маклорин               | Независимый                   | 1907–1913                     |
|                               | Джон Кьюсак                   | Лейбористская                 | 1913–1917                     |
|                               | Джон Кьюсак                   | Независимый, Лейбористская    | 1917–1917                     |
|                               | Артур Мэннинг                 | Националистическая            | 1917–1920                     |
|                               |                               |                               |                               |
| Второе воплощение (1927—н.в.) |                               |                               |                               |
| Депутат                       | Депутат                       | Партия                        | Срок                          |
|                               | Джон Росс                     | Националистическая            | 1927–1930                     |
|                               | Джон Росс                     | Независимый                   | 1930–1930                     |
|                               | Джозеф Фицджеральд            | Лейбористская                 | 1930–1932                     |
|                               | Александр Мейр                | Объединённая Австралия        | 1932–1943                     |
|                               | Александр Мейр                | Демократическая               | 1943–1945                     |
|                               | Александр Мейр                | Либеральная                   | 1945–1946                     |
|                               | Джон Херли                    | Лейбористская                 | 1946–1947                     |
|                               | Даг Падман                    | Либеральная                   | 1947–1965                     |
|                               | Гордон Макки                  | Либеральная                   | 1965–1978                     |
|                               | гарольд Мейр                  | Лейбористская                 | 1978–1988                     |
|                               | Ян Глэхан                     | Либеральная                   | 1988–2003                     |
|                               | Грег Аплин                    | Либеральная                   | 2003–2019                     |
|                               | Джастин Клэнси                | Либеральная                   | 2019–н.в.                     |

## Результаты выборов
| Выборы в штате Новый Южный Уэльс (2023): Олбери | Выборы в штате Новый Южный Уэльс (2023): Олбери | Выборы в штате Новый Южный Уэльс (2023): Олбери | Выборы в штате Новый Южный Уэльс (2023): Олбери | Выборы в штате Новый Южный Уэльс (2023): Олбери | Выборы в штате Новый Южный Уэльс (2023): Олбери |
| Партия                                          | Партия                                          | Кандидат                                        | Голоса                                          | %                                               | ±%                                              |
| ----------------------------------------------- | ----------------------------------------------- | ----------------------------------------------- | ----------------------------------------------- | ----------------------------------------------- | ----------------------------------------------- |
|                                                 | Либеральная                                     | Джастин Клэнси                                  | 26 368                                          | 53,0                                            | ▼3,7                                            |
|                                                 | Лейбористская                                   | Маркус Роуленд                                  | 11 081                                          | 22,3                                            | ▼2,6                                            |
|                                                 | Зелёные                                         | Эли Даверн                                      | 4672                                            | 9,4                                             | ▬0,0                                            |
|                                                 | Охотников, рыболовов и фермеров                 | Питер Синклер                                   | 4099                                            | 8,1                                             | ▲8,1                                            |
|                                                 | Партия справедливости к животным                | Асанки Фернандо                                 | 1263                                            | 2,5                                             | ▲2,5                                            |
|                                                 | Либерально-демократическая                      | Джеффри Робертсон                               | 1224                                            | 2,5                                             | ▲2,5                                            |
|                                                 | Устойчивая Австралия                            | Росс Гамильтон                                  | 1171                                            | 2,4                                             | ▼4,0                                            |
| Большинство                                     | Большинство                                     | Большинство                                     | 49 788                                          | 96,8                                            | ▲1,3                                            |
| Явка                                            | Явка                                            | Явка                                            | 51 583                                          | 86,2                                            | ▼0,1                                            |
| Двухпартийное голосование                       |                                                 |                                                 |                                                 |                                                 |                                                 |
|                                                 | Либеральная                                     | Джастин Клэнси                                  | 28 811                                          | 66,3                                            | ▲0,5                                            |
|                                                 | Лейбористская                                   | Маркус Роуленд                                  | 14 626                                          | 33,7                                            | ▼0,5                                            |
|                                                 | Либеральная (удержание)                         | Либеральная (удержание)                         | Свинг                                           | ▲0,5                                            |                                                 |